# Olof von Dalin
Olof von Dalin (Vinberg, Halland, Suecia, 29 de agosto de 1708-Drottningholm, Suecia, 12 de agosto de 1763) fue un poeta e historiador sueco de la Ilustración, considerado como gran pionero de la literatura sueca y precursor de las letras escandinavas. Su padre era ministro, por lo que conoció cercanamente a Andreas Rydelius, obispo de Lund, quien fungió como su tutor en uno de los centros académicos más prestigiados de Suecia y donde estudió, incluso, junto a Carlos Linneo. Él introdujo las ideas de los ilustrados en tierras nórdicas. 
Mientras estudiaba en la Universidad de Lund, en 1723, Dalin visitó Estocolmo, y tres años más tarde inició trabajos en la administración pública del reino. Bajo la protección del barón Claes Rålamb, de cuyo hijo fue preceptor, él se ganó una reputación en los círculos intelectuales de la ciudad capital, por su gran cultura y talento. En 1733 editó la publicación "Svenska Argus", según el modelo de "The Spectator", del inglés Joseph Addison. Asimismo, publicó escritos en el anonimato. Ya para 1736, las vertientes filosóficas de los ilustrados franceses se palparían en su obra "Tankar öfver Critiquer". En compañía del hijo del barón Rålamb, como era propio para la educación de un noble, Dalin viajó a Alemania y Francia, periplos que sin duda, lo acercaron a las inquietudes europeas, ciertamente ajenas aún para la Escandinavia boreal. De regreso en Suecia, escribió dos sátiras, "Cuento del caballo", alegoría de la monarquía sueca, y "Aprilverk", siendo admiradas como obras maestras por muchos escritores nórdicos de la época, que las imitaron. Tras la ascensión al solio real de Suecia de Adolfo Federico en 1751, Dalin sería nombrado tutor, por orden del rey, del príncipe coronado y futuro rey Gustavo III. Pronto, Dalin ganó el elogio arrebatado de la reina Luisa Ulrica, la culta hermana del monarca Federico el Grande de Prusia, en cuyo salón literario, émulo del famoso salón prusiano que su hermano mantenía en Berlín, Dalin protagonizó veladas aristocráticas. La reina designó a Dalin como secretario de la recién fundada Academia Sueca de las Letras en 1753. Ya para ese momento, Dalin había compuesto el poema aclamado "Svenska Friheten" (Libertad sueca), inspirado por escritores ingleses como Pope y Thomson, así como la tragedia "Brunilda", de trascendencia en el incipiente teatro escandinavo. Expuesto a los riesgos de la política, cayó víctima de intrigas palaciegas, arrestándosele en 1756, bajo sospecha de conspirar contra el parlamento sueco con intención de asegurar el absolutismo monárquico, por su cercanía con la reina. Se libró de la condena a muerte, pero tuvo que exiliarse con orden de alejarse de la corte. 
Durante seis años de exilio, él preparó la extensa obra histórica "Svea rikes historia" o "Historia del reino de Suecia". Se sabe que destruyó, por la persecución en contra suya, muchos de sus escritos. En 1761 regresó a Estocolmo, ya aplacada la agitación política, donde se le apreciaba como intelectual por antonomasia del partido monárquico. Tanta celebridad tenía, que se le invistió con un título nobiliario y tras ello, se le dio el cargo de consejero privado de la Corona. En 1767, sus obras se editaron; en especial, los poemas de Dalin disfrutaron del gusto público. Cultivó provechosamente la oda, el epigrama y la sátira. Parte de su poesía se escribió, siguiendo el modelo francés, en versos alejandrinos. Su teatro es importante en el ámbito del siglo XVIII, particularmente su comedia "Den afvundsjuke" (El hombre envidioso, 1738), con ecos claros de Molière, y la ya mencionada "Brunilda". Escribió en honor al rey Adolfo Federico una obra que glorificaba el recorrido del rey por Finlandia y el Golfo de Botnia, de carácter neoclásica. Murió en 1763, en su casa de Drottningholm, no lejos del teatro real donde se presentaron con gran aceptación sus obras para la corte.
- Datos: Q1373367
- Multimedia: Olof von Dalin / Q1373367